# 尖頭器

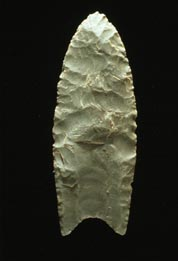
クローヴィス尖頭器

尖頭器（せんとうき、英語: projectile point）とは、先端を鋭く尖らせた打製石器のこと。旧石器時代に現れる。

## 概略
尖頭器は、諸外国では広い意味をもち、先端が鋭く尖った石器の総称として用いられるのに対し、日本では刃潰し剥離によって仕上げられた石器については「ナイフ形石器」と呼んで、尖頭器とは区別する。この石器には、長さや幅の特徴から大きく分けて細長タイプと幅広タイプの2種類がある。全国的に分布している。
さらに、
1. 約3万年以前の尖頭器
2. 最終氷期最寒冷期以後の槍先形尖頭器
3. 縄文時代の石槍

など、製作ないし使用された年代の相違を考慮し、それぞれを呼び分ける場合も多い。
旧石器時代の研究が進展するにともない、縄文時代の石槍もポイント（尖頭器）と呼ばれるケースが増えており、その場合は後期旧石器時代から縄文時代にかけての槍先形の石器（上記の2.と3.）を呼称する。
木の柄につけて投げ槍とし、大型獣の狩りに用いられたのが槍先形尖頭器の始まりで、狩猟に大きな進歩をもたらした。

## 槍先形尖頭器の出現と発達
- 日本では、尖頭器（槍先形尖頭器）は旧石器時代のナイフ形石器の盛行期（約2万年前から約1万5千年前まで）に出現している。その起源はナイフ形石器から発展変化したとも、大陸からもたらされたものともいわれるが、未だに解決されていない。ナイフ形石器は後期旧石器時代末葉に衰退していくが、代わって槍先形尖頭器は著しく発達し、量的にもめざましく増加する。槍先形尖頭器は、細石器が多用された時期には一時的に減少傾向をみせるが、縄文土器が出現する前後に最盛期をむかえる。そこで、細石器段階以前を初期尖頭器、以降を発達期の尖頭器と呼ぶこともあるが、両者の差異はかなり顕著である。前者は一般的に比較的小形のものが多く、調整も周辺部調整、片面調整、両面調整と多様であるのに対し、後者は長大なものが加わり、大半が両面調整のものへと定式化されていく。また後者には有舌（有茎）尖頭器[注 2]がともなうようになる。縄文時代の槍先形尖頭器は上述の発達期尖頭器の後半部にあたる。

- 矢板市教育委員会は高原山黒曜石原産地遺跡群平成20年度調査で、旧石器時代から縄文時代早期にかけて（1万2千 - 1万5千年前）のものとみられる国内最大級長さ14cmの尖頭器及び製作場所を発見したと発表した[1][2][3][4][5][6]。これまで石器を作っていた場所は発見されておらず、貴重な発見である。

## 尖頭器の分類と編年
槍先形尖頭器の分類はこれまで、形態による分類（木葉形、半月形、有舌、有肩など）と調整部位による分類（周辺調整、片面調整、両面調整）がおこなわれているが、明瞭な型式分類が設定されるには至っていない。かつて芹沢長介は有舌尖頭器を形態上の差異に着目して4群に分け、その変遷過程を示している（1966年）。その後の資料の増加によって芹沢による編年は若干の修正を必要とするとみなされているが、大筋では、長身で幅が狭く舌部の返しの未発達なものから、基部の返しが鋭くなったものへと変遷することは広く認められている。

## 動物相の変化と尖頭器の消長
更新世末から完新世初頭にかけては、日本のみならず北アメリカ大陸・アジア大陸においても尖頭器の発達が著しい。これらの地域ではマンモスやバイソンなど洪積世の寒冷気候を好んだ大形獣を対象とする狩猟具が求められ、投げ槍の槍先として用いられた各種尖頭器の出現をみた。日本においても、当初は大形獣を対象とした狩猟具として生まれたが、洪積世末期に海進によって大陸から切り離され、大形獣の絶滅が早かったという特殊な条件が加わって、イノシシ・ニホンジカなどが主な狩猟対象となった。これらの、嗅覚が鋭く行動の機敏な動物の捕獲には、手持ちの槍よりも投げ槍が狩猟具として適していたものと考えられ、特に有舌尖頭器の急増は、こうした事情を物語っていると推定される。やがて弓矢の発明とともに、タヌキやウサギなどの小動物も狩猟対象となっていった。そして、弓矢と槍の中間的な機能を果たした投げ槍（槍先形尖頭器）は弓矢の普及によって消滅していく。一方で、縄文時代前期以降は採集・漁撈の充実および定住生活のいっそうの進展とともに落とし穴を利用する待ち伏せ狩猟も増加していくのである。